# Pietro Curzio
Pietro Curzio (Bari, 5 marzo 1953) è un magistrato e giurista italiano, Primo Presidente della Corte suprema di cassazione dal 2020 al 2023.

## Biografia
Curzio si è laureato in giurisprudenza nel 1975, presso la facoltà della propria città natia, discutendo una tesi in materia di diritto del lavoro con il Prof. Gino Giugni. La collaborazione con Giugni continuerà sino al 2005. Entra a far parte della magistratura nel 1978 e diviene giudice della Cassazione nel 2007. Nel 2016 viene nominato Primo Presidente di sezione della Corte di Cassazione e, quattro anni dopo, viene destinato alla sezione lavoro. Durante la sua carriera ha collaborato con il comitato scientifico del CSM e con la scuola superiore della magistratura. Il 15 luglio 2020 viene scelto per ricoprire l'incarico di Primo Presidente della Suprema Corte.
In qualità di giurista, ha realizzato molteplici pubblicazioni in diversi ambiti del diritto e dell'ordinamento giudiziario.